# Mont Mansfield
Pour les articles homonymes, voir Mansfield.
Le mont Mansfield (en anglais : Mount Mansfield) est le point culminant du Vermont avec une altitude de 1 339 mètres. C'est aussi le plus haut sommet des montagnes Vertes (Green Mountains). Le mont Mansfield est aussi l'un des trois sommets des montagnes Vertes où une toundra alpine se développe avec sa diversité botanique.
Le sommet principal (dénommé The Chin) et la crête avec certains pics secondaires se situent dans les limites de la municipalité de Stowe alors que les flancs ouest de la montagne sont situés dans la ville de Cambridge.

## Toponymie
Le nom de la montagne vient du nom de la ville de Mansfield aujourd'hui dissoute. Selon certains auteurs américains,, les Algonquins de langue abénaqui auraient donné à cette montagne le nom Moss-o-de-be-wadso qui signifie « tête d'orignal ».

## Géographie

### Topographie

Vue du mont Mansfield, avec sa forme de visage humain.

Les plaines du Vermont, en particulier la vallée du lac Champlain, étant situées à une altitude très basse, le mont Mansfield présente donc une dénivellation visuellement impressionnante. Vue de l'est ou de l'ouest, la crête du mont Mansfield a l'apparence d'un profil humain (assez allongé), avec un front (The Forehead, altitude 1 189 m), un nez (The Nose, altitude 1 225 m), des lèvres (Upper lip et Lower lip, altitudes 1 208 et 1 256 m), un menton (The Chin, altitude 1 339 m), et la pomme d'Adam (Adam’s Apple, altitude 1 256 m). Ces caractéristiques sont plus distinctes vu de l'est. Et, contrairement aux visages humains, le menton est le point culminant de la montagne.
Du nord de la montagne, en regardant vers le sud, la crête apparaît comme un pic triangulaire. Dans la partie nord de la montagne s'imposent des falaises. À la base de ces falaises, sur le côté ouest de la route 108, il existe d'immenses talus parsemés de blocs erratiques. Il y a également des falaises sur le côté oriental de la route 108. Ces deux ensembles de falaises ne sont séparés que par trois à quatre mètres à leur base où serpente la route. L'endroit est spectaculaire et se dénomme Smugglers Notch.

### Climat

Givre sur des krummholz.

Le temps sur le mont Mansfield peut changer selon la saison et l'altitude. En été la moyenne des températures est de 7 °C la nuit et de 13 à 24 °C le jour. Au-dessus de la limite des arbres, la visibilité peut être réduite à dix mètres.
La montagne reçoit environ 850 cm de neige annuellement. Toutefois le sommet reçoit peu de neige en hiver, ce principalement à cause des vents violents. Cependant, une couche de neige compacte et durcie recouvre le sommet. À cette altitude, le froid devient plus intense et le contraste avec la température dans les vallées au bas de la montagne reste important : les moyennes de températures hivernales y sont -29 à −40 °C avec des minima à −57 °C sur la crête avec le facteur éolien tandis que la moyenne des températures est de −11 °C dans la vallée de Stowe.
| Mois                                  | jan.     | fév.     | mars     | avril    | mai      | juin    | jui.    | août    | sep.    | oct.     | nov.     | déc.     | année    |
| ------------------------------------- | -------- | -------- | -------- | -------- | -------- | ------- | ------- | ------- | ------- | -------- | -------- | -------- | -------- |
| Température minimale moyenne (°C)     | −14,6    | −13,7    | −9,1     | −2,5     | 4,9      | 10,2    | 13      | 12,3    | 8,5     | 1,7      | −4,8     | −10,6    | −0,4     |
| Température moyenne (°C)              | −10,3    | −9,4     | −5,1     | 1,7      | 9,4      | 14,3    | 16,8    | 16,1    | 12,3    | 5,2      | −1,2     | −6,8     | 3,6      |
| Température maximale moyenne (°C)     | −6,1     | −5,2     | −1       | 5,9      | 13,9     | 18,5    | 20,6    | 19,8    | 16,2    | 8,7      | 2,3      | −3       | 7,6      |
| Record de froid (°C) date du record   | −39 1968 | −38 1967 | −35 2003 | −25 1982 | −15 1957 | −7 1980 | −3 1957 | −4 1965 | −9 1963 | −15 1962 | −23 2018 | −39 1980 | −39 1968 |
| Record de chaleur (°C) date du record | 12 2018  | 13 2018  | 18 2012  | 23 1990  | 29 2020  | 29 2020 | 29 2018 | 28 2021 | 26 2002 | 22 1956  | 17 2019  | 16 1966  | 29 2020  |
| Précipitations (mm)                   | 142,7    | 133,6    | 149,4    | 160,3    | 174,8    | 199,6   | 185,7   | 175     | 184,4   | 193,8    | 169,7    | 190,8    | 2 059,7  |
| dont neige (cm)                       | 134      | 124      | 118      | 72       | 17       | 0,25    | 0       | 0,25    | 1,8     | 24       | 96       | 127      | 714,3    |
| Nombre de jours avec précipitations   | 21,3     | 17,9     | 17       | 14,6     | 15,6     | 16,4    | 16,4    | 15,5    | 14,4    | 15       | 17       | 21,3     | 201,6    |

### Flore

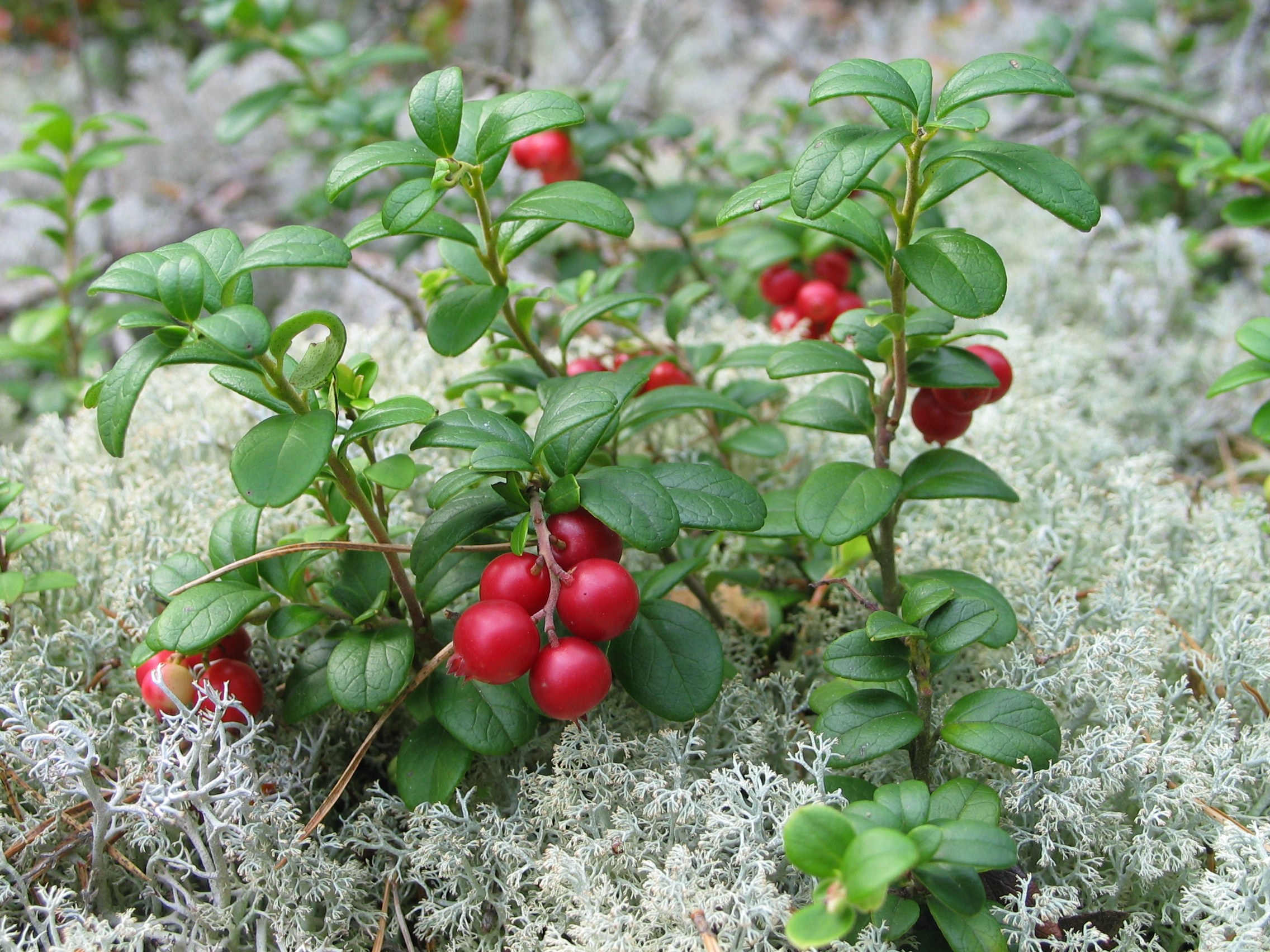
Fruits d'airelle rouge parmi les lichens.

Le mont Mansfield est l'un des trois sommets des montagnes Vertes possédant une toundra alpine. Les pistes du centre de ski de Stowe n'atteignent pas le sommet du mont Mansfield, qui est protégé par les autorités du Vermont (Mt. Mansfield State Forest). Malgré la présence d'antennes de communication, le sommet conserve un aspect naturel, et ce contrairement au sommet du mont Washington. L'écosystème alpin fait environ 200 à 250 acres de superficie et contient une variété de plantes de la toundra. Cet écosystème est étudié par l'Université du Vermont depuis plusieurs années. Parmi les plantes alpines répertoriées figurent entre autres du carex, de l’airelle alpine, de la sabline de montagne, de la camarine noire, de la camarine rouge et de la camarine pourpre, de l'airelle rouge, du thé du Labrador et des lichens,.

### Géologie
Comme pour les autres principaux sommets des montagnes Vertes, le sous-sol du mont Mansfield est composé de schiste et de phyllite provenant de sédiments marins situés au plus profond d'une zone de subduction. Ces derniers ont été soulevés par l'orogenèse taconienne, au cours de l'Ordovicien moyen, il y a environ 445 millions d'années, par la collision de Laurentia avec la lithosphère océanique de l'océan Iapétus.

## Histoire
La date de première ascension du mont Mansfield est inconnue. En 1772, Ira Allen, le frère d'Ethan Allen, franchit la crête et atteint le sommet pour fin d'arpentage de la ville de Mansfield. En 1859, William Henry Harrison Bingham vend 400 acres le long de la ligne de crête du mont Mansfield à l'Université du Vermont pour 1 000 $. L'acte stipule que les terres devront être utilisées à des fins scientifiques.
En août 1892, un important glissement de terrain se produit sur le flanc ouest du mont Mansfield, mais aucune ferme n'est touchée.
Le 17 août 1914, l'État du Vermont acquiert une partie de la montagne (3 155 acres) de Ralph et Louise Case, que le Vermont va protéger en créant le parc Mt. Mansfield State Forest. En 1915 et 1916 une entreprise forestière vend à l’État environ 2 000 hectares situé au bas de la montagne, de ce qui va devenir le site du centre de ski Stowe Mountain Resort. Il y a plusieurs périodes d'acquisitions majeures par la suite. La principale restriction sur ces parcelles obtenues est qu'elles doivent rester ouvertes pour les activités récréatives.

### L'Hôtel du mont Mansfield

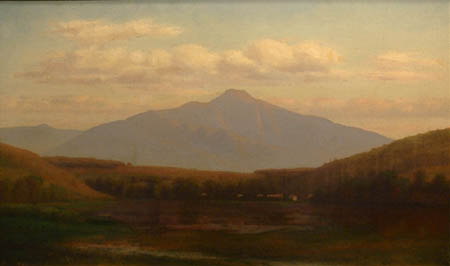
Alfred Ordway, Mt. Mansfield, Vermont, 1870.

Au XIXe siècle, plusieurs petits hôtels rustiques appelés summit houses sont construits dans les montagnes de l'Est américain. Celui du mont Mansfield est construit en 1858, pour être remplacé en 1863 par un hôtel sur le flanc sud de la montagne, juste au bas du sommet The Nose,. L’hôtel demeure ouvert jusqu'en 1957. L'établissement de 3 étages peut loger 450 touristes. Les gens y viennent pour se reposer et pour randonner à pied ou à cheval. C'est ainsi qu'un chemin de terre, la Toll Road (long de 6 km à travers la montagne) est ouvert pour permettre aux chevaux et aux calèches ainsi qu’au transport de marchandises d’accéder à l’hôtel du mont Mansfield. Dans les années 1870-1890, l'hôtel s'impose comme lieu de vacances d'été.

### Débuts des sentiers pédestres
À l'époque, il existe plusieurs sentiers primitifs. Le moyen le plus facile pour atteindre le sommet est de monter par la Toll Road menant à l’hôtel ou par le biais d'un petit chemin menant au lac Mansfield qui devient un sentier étroit grimpant au Nebraska Notch, situé à la base sud de la crête du mont Mansfield. Le premier véritable sentier sur la crête reliant les différents pics de la montagne est ouvert en 1912 par le Green Mountain Club,.

### Début du ski sur le flanc est
La première descente à ski s'effectue sur la Toll Road en 1914 par Nathaniel Goodrich, avec un ami l'accompagnant en raquettes. Les premières épreuves de saut à ski et de descente ont lieu dans le cadre du carnaval d'hiver de Stowe en février 1921 (avant même l'existence d'un remonte-pente). Un refuge d'hiver est ouvert pour les touristes en 1930. La première véritable piste de ski, du nom de The Bruce est ouverte en 1933 par Charlie Lord et les volontaires du Civilian Conservation Corps. Peu de temps après la création du Civilian Conservation Corps, le mont Mansfield est ciblé par l'État du Vermont pour le développement de loisirs. Plusieurs pistes de ski sont ouvertes dans les années suivantes (Nose Dive Trail en 1934-35, Lord Trail, Perry Merrill Trail, Teardrop Trail en 1937, le S-53 en 1940).
La première remontée mécanique est installée en 1937, et peu de temps après, la montagne accueille les championnats de ski de l'Est des États-Unis. En mars 1938, c'est au tour des championnats nationaux de descente et de slalom. En 1940 est construit le télésiège le plus long et le plus élevé aux États-Unis de cette époque. Le Men's and Women's National Championships se tient en mars 1952. En 1968 c'est l'ajout de nouvelle pistes dans le secteur de The Chin. Le flanc est de la montagne devient au fil des années, une importante station de ski du nom Stowe Mountain Resort.

### Sur le flanc ouest de la montagne
Plusieurs tentatives sont faites pour ouvrir un centre de ski sur le flanc ouest : l'Eagan Farm Underhill Center fonctionne de 1937 à 1941 puis les activités sont abandonnées. L'emplacement (non loin du chemin Stevensville) est racheté quelques années plus tard par John et William Durbrow qui tentent de relancer le centre de ski. Les Durbrow installent quelques remonte-pente mécaniques, un chalet avec un snack-bar et des lumières pour le ski de nuit. Le Ski Bowl Underhill fonctionne de 1946 à 1982. Ce petit centre de ski atteint son apogée durant les années 1960. Il attire de 200 à 300 amateurs de sports de la région de Burlington. Or cet emplacement ne reçoit pas des quantités importantes de neige contrairement au côté est de la montagne. Dans les années 1970, la concurrence devient rude pour Ski Bowl Underhill et en plus de mauvaises conditions d'enneigement des hivers du débuts des années 1980 viennent compliquer l'existence du centre. Le centre ferme en 1982.

### Débuts de la patrouille de ski
En 1933, Roland Palmedo, un skieur résident de New York, convainc le club de ski local que la mise sur pied d'une « patrouille » serait nécessaire. Malheureusement le projet est retardé à cause de la méfiance entre les citadins de New York venus en touristes et les résidents locaux de Stowe.
Le 16 janvier 1935, la patrouille de ski du mont Mansfield est fondée ; ce qui en fait depuis la plus vieille patrouille de ski en Amérique du Nord. La patrouille contribue de manière importante à la création de plusieurs autres patrouilles de ski à travers les montagnes de l'est américain ainsi qu’à la fondation de la patrouille de ski nationale américaine. Par ailleurs c'est cette patrouille du mont Mansfield qui forme la 10e division de montagne de l’Armée américaine qui est la seule troupe de skieurs soldats des États-Unis lors de la Seconde Guerre mondiale.

## Activités

### Randonnée

Vue panoramique sur les montagnes Vertes depuis le sommet.

Vue sur le fragile écosystème alpin à préserver.

Le mont Mansfield est la montagne la plus fréquentée au Vermont : près de 40 000 randonneurs l'arpentent chaque année,.
La crête est traversée par le sentier du Long Trail. Environ 4 km de cette crête se situent au-dessus de la limite des arbres. Les vues sont panoramiques à 360 degrés et, par un temps clair, le mont Marcy dans l'État de New York et le mont Washington au New Hampshire, les plus hauts sommets de ces deux États américains, sont visibles.
On retrouve tant sur les versants ouest et est, plusieurs sentiers secondaires qui mènent au Long Trail. Ces sentiers secondaires redescendent dans les vallées de chaque côté de la montagne. Le Long Trail se poursuit au sud et au nord du mont Mansfield, pour rejoindre d'autres sommets des montagnes Vertes.
L'État du Vermont ferme les sentiers sur le sommet du mont Mansfield de la mi-avril à la fête du Memorial Day en mai. Ceci afin de protéger la fragile végétation alpine et aussi pour protéger les sentiers de l'érosion des pluies printanières.

### Ski
Une importante station de ski est située sur le versant oriental de la montagne. Il y a également de nombreuses pistes de ski de fond autour de la montagne.

### Escalade
Plusieurs voies d'escalade sont ouvertes dans les secteurs d'Elephants Head et du Smuggles Notch. Cependant toute escalade est interdite lors de la période de nidification du Faucon pèlerin. L'hiver, des cascades de glace permettent l'escalade glaciaire dans le secteur du Smuggles Notch. En janvier de chaque année s'y tient un festival d'escalade.

### Cyclisme
La route 108, traversant le col du Smugglers Notch, est particulièrement populaire auprès des cyclistes et est proposée par plusieurs guides de cyclotourisme,. Elle va du nord au sud, de la frontière canadienne (East Franklin) à Stowe en passant dans les localités d'Enosburg Falls, Baker-fields, East Fletcher et Jeffersonville (en). Cette route pittoresque est un ancien chemin de terre qui, lors de la guerre d'indépendance de 1812, servait au trafic d'alcool et de bétail avec le Canada.

### Refuges et camping

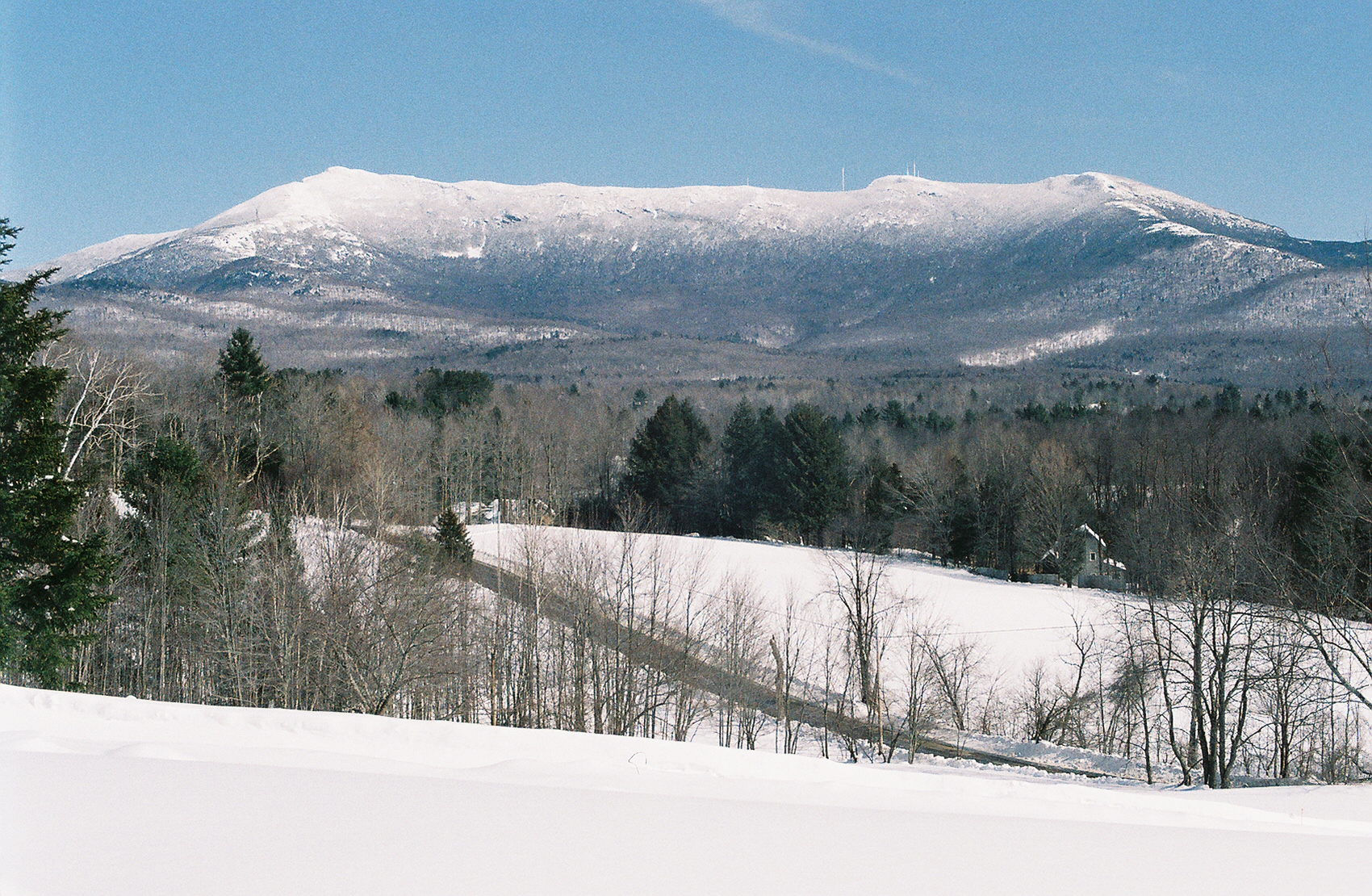
Vue du mont Mansfield depuis Underhill.

Sur le versant ouest, le camping Underhill State Campgroung est situé dans un endroit paisible. Le versant ouest de la montagne est plus sauvage, loin des développements touristiques. Le sentier du Sunset Ridge Trail permet d'y rejoindre le Long Trail et de franchir le sommet en boucle.

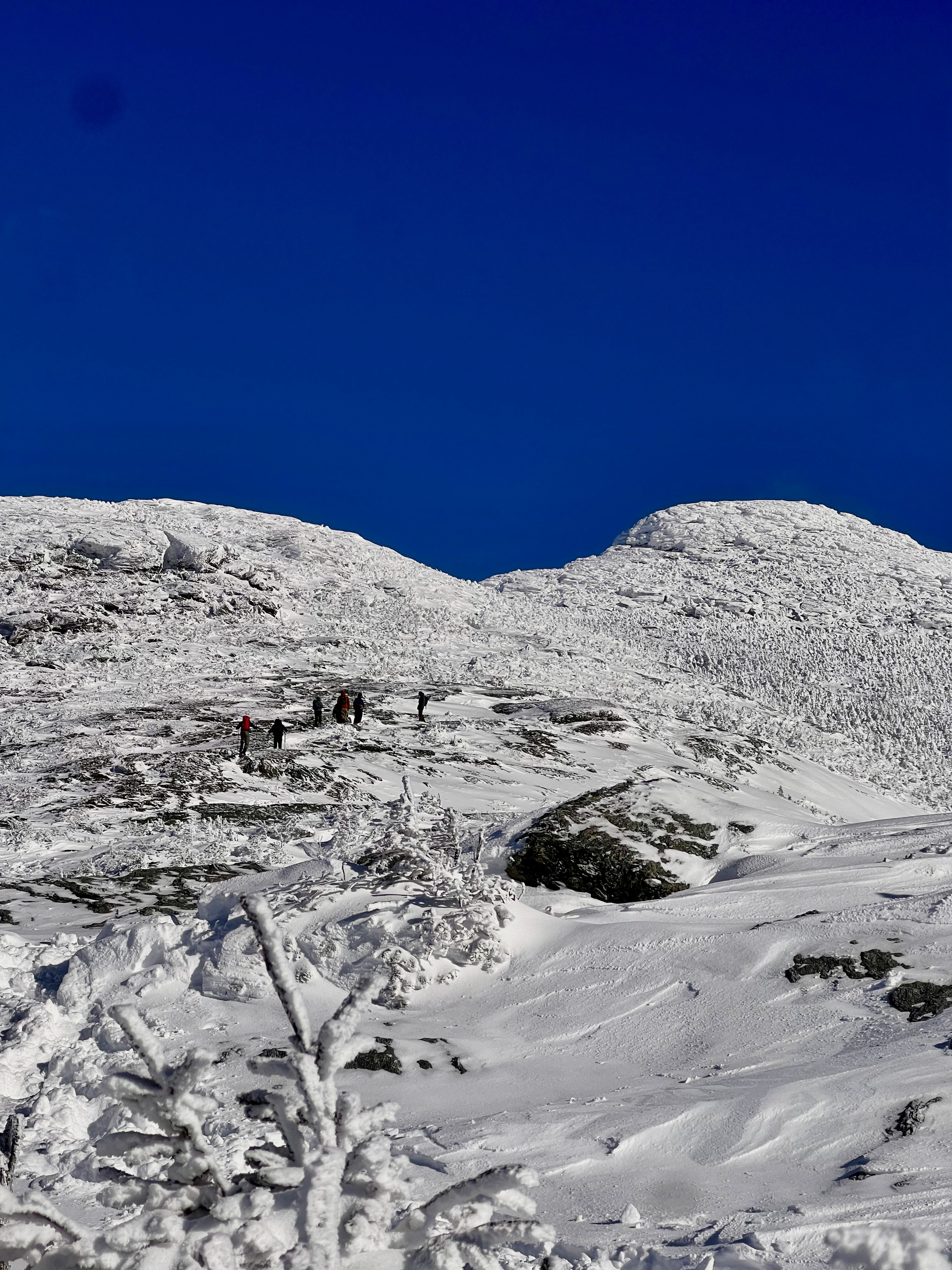
Vue du sommet du mont Mansfield en hiver depuis le sentier du Sunset Ridge Trail, menant au Long Trail.

Non loin de la crête, un peu en retrait à environ 1 127 mètres d'altitude, le Taft Lodge permet aux randonneurs de passer la nuit à l'abri car le camping est interdit dans cette zone de montagne. Construit en 1920, il est le refuge le plus ancien dans les sentiers du Long Trail et il est sur le registre national des lieux historiques. C'est probablement le refuge le plus visité dans tout le Vermont. Le Taft Lodge a été entièrement reconstruit dans les années 1960 et 1990. Une aire d'atterrissage d'urgence a été aménagée et autorisée pour la Garde nationale (Vermont National Guard helicopters).
Plus au sud, près du Nebraska Notch (où se termine la crête du mont Mansfield entre les monts Dewey et Clark) le Long Trail mène directement au refuge Taylor Lodge (altitude : 552 mètres). Ce refuge a été construit en 1926 et s'appelait à l'origine Nebraska Notch Lodge. Il a été incendié accidentellement en 1951. Il a été reconstruit et de nouveau incendié en septembre 1977, probablement en raison d'un randonneur qui a laissé à son départ un feu sans surveillance dans le poêle à bois. Le refuge a été reconstruit de nouveau en 1978 avec un dortoir fermé (sans poêle à bois cette fois-ci). Le refuge a été sérieusement vandalisé en 1981.
Sur le versant est, le grand camping, le Smuggler Notch State Camping Area, est un peu le camp de base de la montagne. Il est situé non loin de l'entrée du centre de ski Stowe Mountain Resort.